# Hakemann
Der Hakemann ist eine deutsche Sagengestalt, Kinderschreckfigur und ein Mischwesen aus Mensch und Fisch.

## Legende
Sein Oberkörper ist menschlich, der Unterkörper fischartig. Er besitzt spitze Zähne, da er sich von Fischen ernährt. Wenn er Hunger auf Menschen hat, lauert er im Wasser, bis jemand an das Ufer kommt, und zieht ihn mittels seines Hakenstocks in die Tiefe. Wenn er Beute wittert, taucht er an sie heran und teilt vor ihr die Wasseroberfläche. Durch den Schreck kann er das Opfer leicht überwältigen. Er wohnt in Brunnen, Teichen, Seen, Bächen und Flüssen. Mütter warnten so ihre Kinder, nicht zu nahe am Wasser zu spielen.
Allerdings vergriff er sich nicht an denen, die im Wasser schwimmen und baden. Darum sollte jedes Kind schwimmen lernen, dann war es vor dem Hakemann sicher.

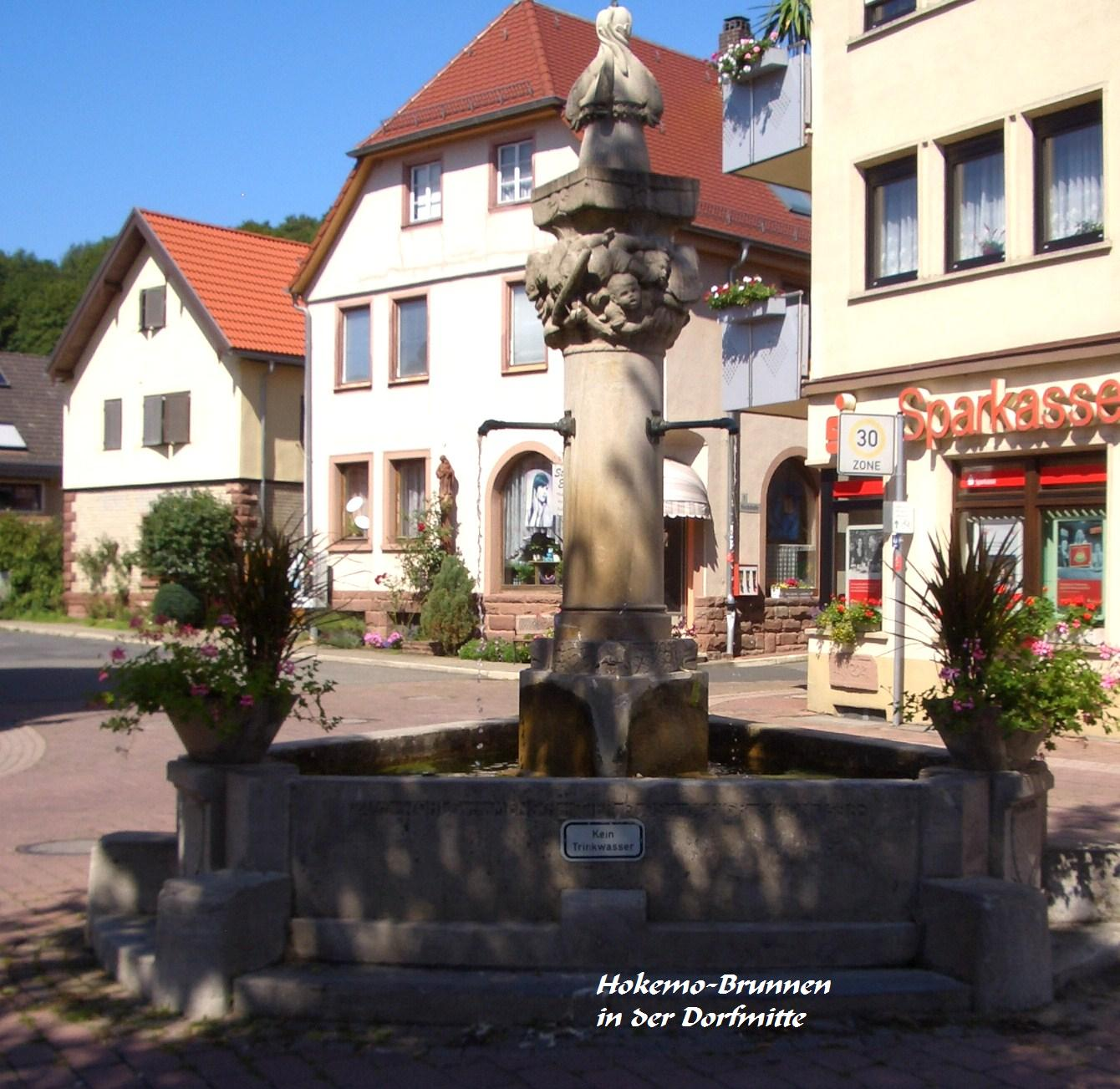
Hokemo-Brunnen in Gamburg

Der Hakemann ist unter anderem in Peine und Umgebung, in den Kolken der Fuhse sowie in nahegelegenen Dorfbrunnen, im Teich des ehemaligen Gutsparks Falkenberg bei Fürstenwalde, bei Alfeld in der Leine und im Teich vor dem Eulenspiegelhof in Kneitlingen vertreten. In der Braunschweiger Volkskunde von 1901 heißt es: „Der ‚hâkemann‘ oder ‚nicker‘ sitzt im Born oder sonst im Wasser und zieht die Kinder, die dem Born zu nahe kommen, mit einem Haken zu sich herab.“ In Franken ist der Hakemann als Hägglmoo und Hokemo bekannt. Die luxemburgische Namensform lautet Kropemann.

## Wissenswertes
- Hakemann ist auch ein deutscher Nachname.

- Die SPD-Zeitung für den Raum Vöhrum, Eixe und Röhrse heißt „Der Hakemann“.